# Sinopiella rotunda
Sinopiella rotunda är en tvåvingeart som beskrevs av Guilherme A.M.Lopes 1991. Sinopiella rotunda ingår i släktet Sinopiella och familjen köttflugor. Inga underarter finns listade i Catalogue of Life.